# Виктор Сухоруков
Виктор Сухоруков (рус. Виктор Иванович Сухоруков; Орехово-Зујево, 10. новембар 1951) је познати руски филмски и позоришни глумац.

## Одабрана филмографија
- Острво (2006)
- Дима (2017)